# Ван Никерк, Рон
Роналд (Рон) ван Никерк (нидерл. Ronald "Ron" van Niekerk; родился 19 марта 1959 года, Амстердам) — нидерландский футболист и тренер. В качестве игрока выступал на позициях нападающего и полузащитника за команды «Харлем» и «Телстар».
Тренерскую карьеру начал в 1988 году, работал с различными командами. С 2007 по 2011 год занимал должность технического директора в «Харлеме». В 2011 году был ассистентом Рууда Гуллита в грозненском «Тереке».

## Игровая карьера
Рон ван Никерк начинал футбольную карьеру в клубе ДВС из Амстердама. В 1976 году он несколько раз вызывался в юношеские сборные Нидерландов, но так и не дебютировал. Летом 1976 года ван Никерк подписал контракт с «Аяксом». На протяжении трёх лет он играл за молодёжную команду «красно-белых», а в июле 1979 года перешёл в «Харлем».
В новой команде Рон дебютировал 26 апреля 1980 года в матче чемпионата Нидерландов против клуба ПЕК «Зволле», сыграв на позиции нападающего. Гостевая встреча завершилась крупным поражением «Харлема» — 3:0. В том сезоне его команда заняла последнее место в чемпионате и покинула высший дивизион страны.
В своём втором сезоне ван Никерк сыграл 11 матчей в первом дивизионе и забил гол в матче с «Эйндховеном». «Харлем» по итогам сезона финишировал на первом месте и спустя сезон вернулся в высший дивизион. В сезоне 1981/82 Рон провёл всего 3 матча — в последний раз он появлялся на поле 5 апреля 1982 года в матче с «Вендамом», выйдя на замену.
В июле 1982 года ван Никерк пополнил состав «Телстара» из города Велзен. Спустя один сезон покинул команду.

## Тренерская карьера
В январе 2011 года ван Никерк принял приглашение Рууда Гуллита стать его ассистентом в грозненском «Тереке». В интервью Рон заявил, что давно знаком с Гуллитом:

«Наша дружба началась, когда я перешёл из „Аякса“ в „Харлем“ — это был первый клуб Руда. Мы ездили вместе на машине, я подвозил его из Амстердама в Харлем, мы очень хорошие старые друзья. Потом, когда Рууд перешел в „Милан“, наша дружба осталась, я ездил несколько раз в Милан. Там Рууд Гуллит познакомил меня с великими футболистами — Зико, Барези, Мальдини. После Милана мы немного расстались, у каждого в жизни свой путь, мы виделись иногда, и в эти моменты было очень весело. И вот теперь, совсем недавно, Рууд позвонил мне и предоставил этот великий шанс — поработать с ним, и теперь мы вместе».

В мае Рон был дисквалифицирован на четыре матча и оштрафован на 40 тысяч рублей за оскорбительные жесты в адрес судейской бригады в ходе матча с «Кубанью». В июле «Терек» расторг контракт с Гуллитом за то, что «под его руководством команда в текущем сезоне выступила с исключительно плохими результатами». Вместе с главным тренером команду покинул и ван Никерк.
В августе 2013 года Рон возглавил амстердамский «Блау-Вит», а полгода спустя отправился в Бразилию, где стал директором футбольной академии «Ларанджа Меканика» в муниципалитете Арапонгас. В апреле 2015 года ван Никерк ненадолго стал тренером любительского клуба «Бёрсбенгелс» из Амстердама, но после двух матчей покинул эту команду.

## Достижения
- Победитель Первого дивизиона Нидерландов: 1980/81